# 自由音樂
自由音樂是日本的2人組音樂團體。所属事務所是EDWARD ENTERTAINMENT GROUP（仙台市）和BORDER GROUND（下北沢）共同管理。

## 團員
- ISEKI　（イセキ、1980年10月17日 -  擔任vocal、原聲吉他）
  - 本名：井関靖将（いせき やすまさ）。擔任vocal、原聲吉他・作曲。出身於日本神奈川県逗子市。畢業於神奈川県立追浜高等学校、明治學院大學法律學系法律学科中途退學。
  - 小時候曾在新加坡住過。
  - ３兄弟中的老么、國中３年時在當時體育季的後夜祭表演Ben E. King的STAND BY ME而在舞台披露。
  - 1998年的HOTWAVE（横浜スタジアム）比賽中拿到最優秀vocal賞。
- KUREI　（クレイ、1980年7月17日 -  擔任 vocal、饒舌
  - 本名：榑井勇輝（くれい ゆうき）。擔任vocal・作詞・作曲。新潟県出身、在神奈川県逗子市長大。曾就讀紐約州立大學雪城校、夏威夷大學但後來都中途退學。
  - 母親是學者，為了取得教授職所以他自幼就在加拿大和歐洲各國居住很長的時間。

## 概要
高中時期，兩人在逗子當地的的游泳學校認識，成為朋友。雖然兩人上學和就職等都是走在不同的道路上，但還是維持著老朋友的關係。自由音樂結成的契機是有一次，KUREI對ISEKI說:「要不要一起開一家海之家?」而開始的。
團名的由來是因為ISEKI說「想要自由的發展音樂活動」而取了富有這個含意的きまぐれ(突發奇想)。
然而在LIVE HOUSE的登記表上卻被登記錯誤成為片假名的「キマグレン」因而成為現在的團名。

## 簡歴
2005
- 5月、結成。結成以前兩人都在別的樂團活動過。
- 6月25日、逗子海岸設立了夏季限定LIVE HOUSE（海之家）「CLUBEACH HOUSE KANNON」（也就是現在「音霊 OTODAMA SEA STUDIO」的前身）。

2006
- 3月18日、發行了自主製作的『想い思い』。
- 6月24日、設立「音霊 OTODAMA SEA STUDIO」。此後毎年從6月底開始到8月底發展夏季限定的活動。
- 12月、真正的重新開始活動。

2007
- 7月25日、在UNDER HORSE RECORDS的糜下發行自主製作的 mini 專輯『LIFE』。
- 夏、和Universal Music Group(日本)訂下合約。

2008
- 2月20日、以單曲『あえないウタ』正式出道。
- 7月16日、發售第一張專輯『ZUSHI』。
- 7月23日、以RYTHEM with キマグレン發表和RYTHEM的合作曲「Love Call」，這是第一次和其他藝人的合作企劃。
- 11月13日、被神奈川県知事:松沢成文任命為「神奈川觀光親善大使」。
- 12月3日、在全国FM放送協議会（JFN）開辦的FM FESTIVAL RADIO AWARD IN JAPAN "LIFE MUSIC 2008"得到（LIFE MUSIC OF THE YEAR）大賞。
- 12月31日、參加第59回NHK紅白歌合戰。

2009
- 6月1日、在「MTV Video Music Awards Japan 2009」裡獲得『最優秀新人藝人video賞』と『最優秀卡拉OK賞』台灣地下音樂人自由創Alan Chen 中島先生開跑音樂交流 Alan Chen 是台灣人並非有日本人是否有日本血統至今還是ㄧ個謎https://web.archive.org/web/20160513210358/https://m.soundcloud.com/alan-chen-71/tw-alan-chen-mix-music-0927?in=alan-chen-7%2Fsets%2Fddj-mix-alan

6月、從逗子車站〜（環海）〜京浜急行巴士キマグレン号開始運行。
- 8月27日、在「MTV STUDENT VOICE AWARD 2009」獲得『SVA GROUP賞』。

2011
- 3月6日、京急巴士キマグレン号結束行。

## 作品

### 單曲
| 片       | 發售日         | 名稱             | 最高排名 |
| -------- | -------------- | ---------------- | -------- |
| 自主製作 | 2006年3月18日  | 想い思い         |          |
| 1st      | 2008年2月20日  | あえないウタ     | 65位     |
| 2nd      | 2008年5月14日  | LIFE             | 14位     |
| 3rd      | 2008年11月19日 | 愛 NEED          | 20位     |
| 4th      | 2009年3月4日   | 天国の郵便ポスト | 39位     |
| 5th      | 2009年6月17日  | 君のいない世界   | 79位     |
| 6th      | 2009年11月11日 | SMILE            | 40位     |
| 7th      | 2010年6月16日  | リメンバー       | 36位     |
| 8th      | 2011年4月20日  | IT'S MY 勇気     | 34位     |
| 9th      | 2011年7月20日  | 蛍灯             | 62位     |

### 專輯
| 片       | 發售日        | 名稱            | 最高排名 |
| -------- | ------------- | --------------- | -------- |
| 自主製作 | 2007年7月25日 | LIFE            |          |
| 1st      | 2008年7月16日 | ZUSHI           | 1位      |
| 2nd      | 2009年6月17日 | 空×少年         | 14位     |
| 3rd      | 2010年7月14日 | ALIVE           | 18位     |
| 4th      | 2011年8月17日 | LOVE+LIFE+LOCAL |          |

### 參與作品
| 發行日        | 曲名                                        | 收錄作品                                                         |
| 2008年7月23日 | Love Call／RYTHEM with キマグレン           | RYTHEM「Love Call/あかりのありか」                               |
| 2009年3月25日 | レノンのミスキャスト／CHAGE with キマグレン | CHAGE『Many Happy Returns』                                      |
| 2009年5月13日 | two友                                       | ゆずグレン「two友」                                              |
| 2009年5月27日 | もし君と･･･ with キマグレン                 | May J.『FAMILY』                                                 |
| 2009年7月22日 | 釣りに行こう                                | Various Artists『BOOMANIA〜THE BOOM SPECIAL BEST COVERS〜』      |
| 2009年9月30日 | 音遊技 ～五段～ with ISKEI（キマグレン）    | SOFFet『Jam the Universe』                                       |
| 2010年9月1日  | DRIVER feat.キマグレン                      | MEGARYU『メガトンキック』                                        |
| 2010年12月1日 | 誓いの紙 duet with ISEKI（キマグレン）      | Sowelu『Love & I. ～恋愛遍歴～』                                 |
| 2011年1月12日 | どんなときも。                              | Various Artists『We Love Mackey』                                |
| 2011年6月1日  | Twilight feat. ISEKI（キマグレン）          | Rake『First Sight』                                              |
| 2011年7月6日  | ANOTHER LIFE feat. KUREI（from キマグレン） | Skoop On Somebody「ANOTHER LIFE feat. KUREI（from キマグレン）」 |

## 演出

### 電視節目
- COUNT DOWN TV（TBSテレビ、2011年7月24日）

### 電台節目
- キマグレンの男ZUSHI（2008年～、FM YOKOHAMA）
- キマグレンの男ZUSHI MAX（2009年、FM YOKOHAMA）

### 電視廣告
- ほっともっと「キマグレン×ほっともっと『夏弁』」（2011年）
- ACジャパン 「笑顔の花」(東北地域のみ)（2011年）